# Phyllobius viridicollis
Phyllobius viridicollis es una especie de escarabajo del género Phyllobius, familia Curculionidae. Fue descrita científicamente por Fabricius en 1792.
Se distribuye por Europa. Mide 3-5 milímetros de longitud.